# Фонология
Фонологията изучава организацията и употребата на звуковете в естествените езици. Фонологичната система на един език включва описание на звуковете и техните характеристики, а също и правилата, които определят как звуковете си взаимодействат.

## Фонология и модели
В класическата фонология централно място заемат фонемите и техните възможни комбинации. В стандартната генеративна фонология централни са отличителните характеристики. Потокът на речта е обрисуван като линейна последователност от отделни звукове-сегменти, като всеки сегмент е композиран от едновременно проявяващи се черти/характеристики, докато при нелинеарните фонологични модели потокът на речта е представен като многостранна (пространствна) не просто линеарна последователност от звукови сегменти. Началото на тези нелинеарни модели дава генеративната фонология.
Нелинеарни модели са аутосегментната фонология, метричната фонология и лексикалната фонология.
Фонологията е наука, която изследва формата, структурата на звуковия строеж, т.е. говорния звук и суперсегментните явления на речта от гледище на тяхната лингвистична функция в процеса на говорната комуникация. Нейната задача е да установи и систематизира онези звукови сегменти, които, противопоставяйки се един на друг в определен език, осигуряват различие в звуковата обвивка на морфемите и словоформите. С този си аспект фонологията се различава от фонетиката, чиято основна задача е да изследва говорния звук от гледище на неговата материална реализация – артикулационни движения, акустичен състав, слухова идентификация и др.